# Melaleuca serpentina
Melaleuca serpentina är en myrtenväxtart som beskrevs av Lyndley Alan Craven. Melaleuca serpentina ingår i släktet Melaleuca och familjen myrtenväxter. Inga underarter finns listade i Catalogue of Life.